# Kałtan
Kałtan (ros. Калтан) – miasto w Rosji, w obwodzie kemerowskim. W 2010 roku liczyło 21 892 mieszkańców.